# Alfa Romeo Protéo
De Alfa Romeo Protéo is een conceptauto van het Italiaanse autohuis Alfa Romeo uit 1992. De Protéo is een voortborduursel op de Alfa Romeo SZ uit 1989. De auto was voor het eerst te zien op de Autosalon van Genève in 1992. Invloeden van deze conceptauto zijn terug te vinden in de latere productiewagen de Alfa Romeo GTV.